# Národní park Snæfellsjökull
Národní park Snæfellsjökull (islandsky  Þjóðgarðurinn Snæfellsjökull) je národní park v Islandu. Národní park má rozlohu 183 km².

## Popis
Park byl založen 28. června 2001. Ochrana se vztahuje na nejzápadnější oblast poloostrova Snæfellsnes spolu se stratovulkánem Snæfellsjökull, jehož kráter vyplňuje ledovec. Je to jediný islandský park pokrývající pobřeží. Jeho jižní hranice sahají až k Háahraunu v oblasti Dagverðará a severní hranice ke Gufuskálaru. Území je utvářeno sopečnou činností, ledovcovou a mořskou erozí. V parku se nacházejí různé zajímavé krajinné jevy, jako jsou krátery, lávová pole, jeskyně, pobřežní útesy a písečné pláže světlých i tmavých barev.

## Ledovec
Krajině parku dominují ledovce a sopky a četné sopečné útvary – mechem porostlá lávová pole, krátery a menší sopky: Purkhólar, Hólahólar, Saxhólar a Öndverðarneshólar.
Snæfellsjökull se tyčí do výšky 1446 m n. m. a je aktivní sopkou, která byla poprvé zdolána v roce 1754. Ve 20. století se ledovec zmenšil o polovinu. Jeho plocha je asi 10 km², v roce 1910 měl 22 km². Sopka má kráter 200 m hluboký, který vyplňují ledovce stékající po svazích sopky. Nejvyšší části ledovce se nachází na jeho jižním a východním okraji. Mezi nejvyšší skupiny patří Vesturthúfa (1442 m), Miðthúfa (1446 m) a Norðurthúfa (1390 m). Z Reykjavíku je vidět Miðthúfa a Vesturthúfa. 

## Flora a Fauna
Vzhledem k tomu, že půda je porézní a nezadržuje vodu, tvoří vegetaci parku především mechy, trávy a pobřežní rostliny. Vyskytuje se zde mimo jiné také pšeníčko rozkladité, vraní oko čtyřlisté, vřes obecný, šicha černá a brusnice. Stromový porost je omezený, vysoké stromy nejsou žádné.
Nejčastějšími mořskými ptáky, kteří se v parku vyskytují, jsou alkoun úzkozobý (Uria aalge), alkoun tlustozobý (Uria lomvia) a cepphusy, alka malá (Alca torda), buřňák lední (Fulmarus glacialis), racek tříprstý (Rissa tridactyla) a kormorán chocholatý (Gulosus aristotelis). Vyskytují se zde také ptáci typičtí pro vřesoviště, jako jsou kulík zlatý (Pluvialis apricaria), koliha malá (Numenius phaeopus), linduška luční (Anthus pratensis) a sněhule severní (Plectrophenax nivalis), dále konipas, kulík písečný, jespák mořský, bělokur, drozd cvrčala a ústřičníkovití. Na jaře a na podzim přilétají stěhovaví ptáci jako berneška tmavá (Branta bernicla) , kameňáčci (arenariinae) a jespák rezavý (Calidris canutus).
Na pobřeží se hojně vyskytuje tuleň obecný (Phoca vitulina) a tuleň kuželozubý (Halichoerus grypus), ve vnitrozemí poloostrova pak liška polární (Vulpes lagopus), norek americký (Neovison vison) a polní myši. Ve vodách kolem poloostrova se vyskytuje kosatka dravá (Orcinus orca), plejtvák malý (Balaenoptera acutorostrata) a sviňucha obecná (Phocoena phocoena).